# L'Arbre de Vie, Frise Stoclet
Pour les articles homonymes, voir L'Arbre de vie.
L'Arbre de Vie, Frise Stoclet est un tableau du peintre symboliste autrichien Gustav Klimt. Il a été achevé en 1909 et est basé sur le style Art nouveau (moderne) dans un genre symbolique. Ses dimensions sont de 200 × 102 cm,, et il est exposé au Musée des arts appliqués de Vienne, en Autriche. 
Le tableau est une étude pour la Frise Stoclet, une série de trois mosaïques créées par Klimt pour une commande du palais Stoclet de Bruxelles (1905-1911). Les mosaïques, créées durant la période de maturité artistique de Klimt, représentent des arbres de vie aux branches en forme de spirales, un personnage féminin debout et un couple enlacé. Elles s'étendent sur trois murs de la salle à manger du palais.
La façade du New Residence Hall (également appelé Tree House), résidence étudiante colorée de vingt-et-un étages du Massachusetts College of Art and Design de Boston, dans l'État du Massachusetts, s'inspire de cette œuvre emblématique.